# Lailashi
Lailashi (en georgiano: ლაილაში) es un pueblo de Georgia ubicado en el suroeste de la región de Racha-Lechjumi y Baja Esvanetia, siendo parte del municipio de Tsagueri. 

## Geografía
Lailashi se encuentra en la vertiente suroeste de la línea divisoria de aguas de los ríos Lajanuri y Askiskalli (los afluentes por la derecha del río Rioni), a 18 kilómetros de Tsagueri. 

## Historia
Lailashi es un pueblo histórico y se menciona en las fuentes en el siglo XVIII. Un tesoro de hachas de bronce de los siglos XIV-XIII a. C., que se conserva en el Museo del Hermitage de San Petersburgo, se encontró en los alrededores del pueblo 
Fortificada por barreras naturales, esta región de la montaña se consideraba un depósito de reliquias de iglesias traídas de Georgia durante la invasión enemiga. Las iglesias-monasterios de la diócesis eran consideradas no sólo como un depósito de las reliquias eclesiásticas traídas de Bari, sino que también eran centros de destacada cultura eclesiástica. Esta área ha sido conocida por las escuelas de artesanía de la iglesia desde la antigüedad.
La Biblia de Lailashi es una Biblia única en idioma hebreo del siglo X, que fue descubierta en los años 40 del siglo XX aquí. Desde 1957, la Biblia de Lailash se almacena en el Instituto de Manuscritos de Georgia. 
En la primera mitad del siglo XIX, un importante punto comercial de Lechjumi estaba en Lailashi. 
En 1904, un incendio destruyó por completo 150 casas en el pueblo de Lailashi. En 1912, Akaki Tsereteli viajó a Racha-Lechjumi y en su llegada a Lailashi se le organizó una cálida bienvenida. Se sabe que Akaki Tsereteli recibió un palo de plata de la comunidad de Lailashi.

## Demografía
La evolución demográfica de Lailishi entre 1882 y 2014 fue la siguiente:
| 637                                             | 427 | 262 |
| (Fuente: Population of Georgia in Soviet times) |     |     |

Según los datos del censo de 2014, los georgianos suponen el 99,2% de la población local. La antigua comunidad histórica de la aldea de Lailashi estaba formada por griegos, judíos y armenios junto con georgianos.

## Infraestructura

### Monumentos y lugares de interés
Lailashi es rico en monumentos históricos y arquitectónicos: hay una iglesia tipo salón en el cementerio de Lailash, que tiene un campanario, del siglo XIX. Según la tradición, en las cercanías había una antigua iglesia que no se ha conservado. En el pueblo quedan las ruinas de una iglesia local armenia y una sinagoga en desuso.